# سامانه ناوبری

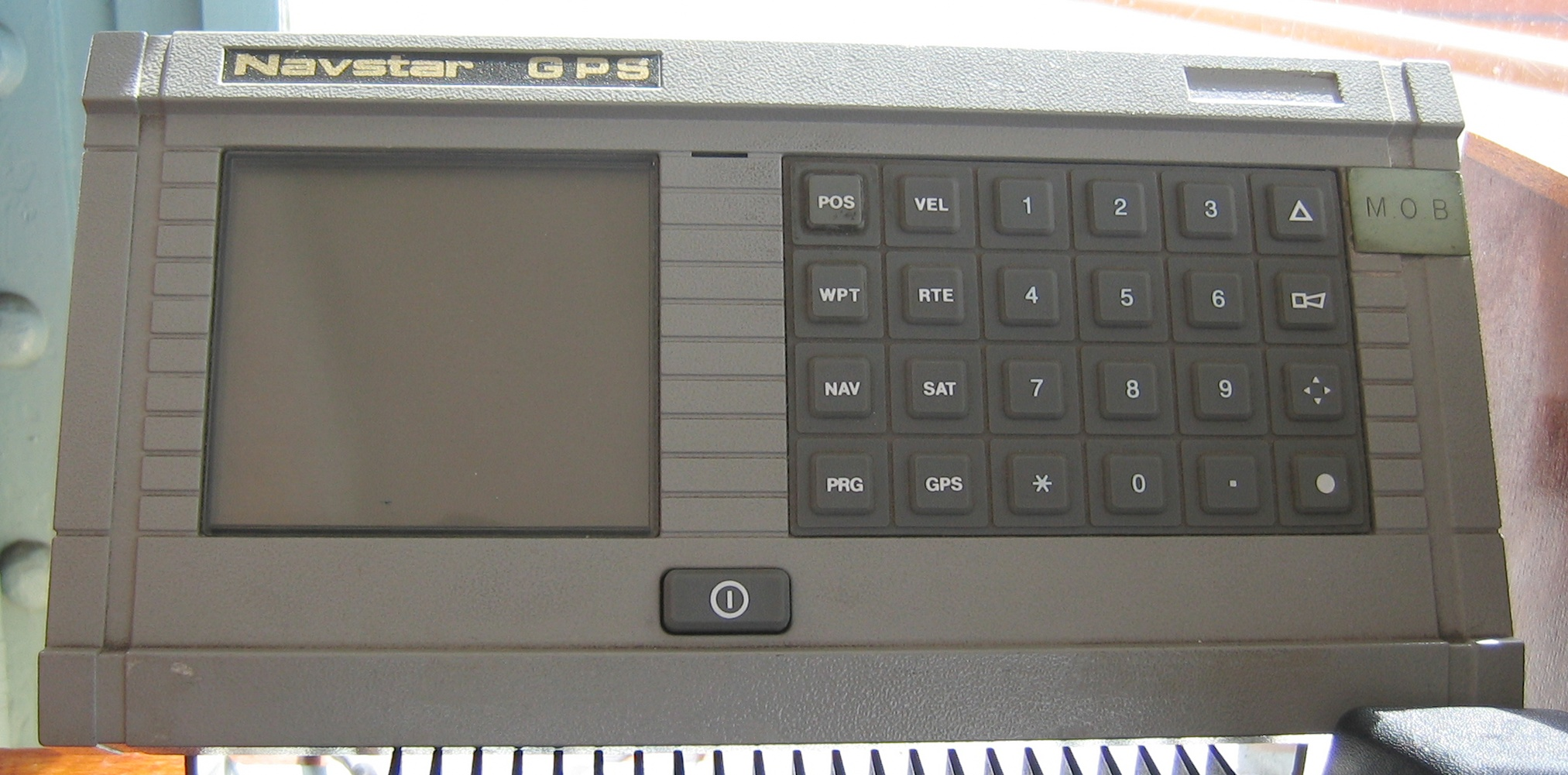
نگاره سامانه ناوبری

سامانه ناوبری یک سامانه (معمولاً الکترونیکی) است که در پیمایش کمک می‌کند. سامانه‌های ناوبری ممکن است همگی روی یک وسیله نقلیه یا کشتی قرار داشته باشند، یا ممکن است در جای دیگری واقع شده و از طریق رادیو یا سیگنال‌های دیگر با وسیله نقلیه یا کشتی ارتباط برقرار کنند، یا ممکن است از این روش‌ها استفاده کنند.
سامانه‌های ناوبری ممکن است دارای امکانات زیر باشند:
- حاوی نقشه‌ها، که ممکن است با فرمت متنی یا به صورت گرافیکی نمایش داده شوند
- تعیین محل وسیله نقلیه یا کشتی از طریق حسگرها، نقشه‌ها یا اطلاعاتی از منابع خارجی
- ارائه راهکارهای پیشنهادی به فرد مسئول وسیله نقلیه یا کشتی از طریق متن یا گفتار
- راهنمایی مستقیم به وسیله نقلیه خودمختار مانند کاوشگر روباتیک یا موشک هدایت شونده
- ارائه اطلاعات در مورد وسایل نقلیه و کشتی‌های اطراف، یا سایر خطرات یا موانع
- ارائه اطلاعات در مورد شرایط ترافیک و پیشنهاد مسیرهای جایگزین
- محلی سازی و نقشه‌برداری همزمان[۱]

## انواع سامانه‌های ناوبری
- سامانه ناوبری خودرو
- سامانه ناوبری دریایی
- سامانه ناوبری ماهواره‌ای
  - سامانه موقعیت‌یابی جهانی، گروهی از ماهواره‌ها و رایانه‌ها که می‌توانند از طریق گیرنده GPS اطلاعات مربوط به هر شخص، کشتی یا مکان وسیله نقلیه را ارائه دهند.
    - دستگاه ناوبری GPS، وسیله ای است که می‌تواند سیگنال‌های GPS را به منظور تعیین موقعیت مکانی دستگاه و احتمالاً پیشنهاد مسیر یا راهنمایی دریافت کند

  - GLONASS، سامانه ناوبری ماهواره ایست که توسط روسیه اداره می‌شود
  - سامانه ماهواره ای ناوبری جهانی گالیله
- سامانه ناوبری جراحی، سامانه‌ای که موقعیت ابزارهای جراحی را در رابطه با تصاویر بیمار مانند مقطع‌نگاری رایانه‌ای یا تصویرسازی تشدید مغناطیسی تعیین می‌کند.
- سامانه هدایت اینرسی، سامانه‌ای که به‌طور پیوسته موقعیت، جهت‌گیری و سرعت (مسیر و سرعت حرکت) یک جسم متحرک را بدون نیاز به مرجع خارجی تعیین می‌کند
- نقشه‌برداری رباتیک، روش‌ها و تجهیزات بوسیله یک ربات خودمختار می‌تواند نقشه را بسازد یا از آن استفاده کند و خود را در درون آن بومی‌سازی کند.
- XNAV برای Deep Space